# Pista Canalone
La Pista Canalone è una pista sciistica situata a Cortina d'Ampezzo, in Italia. La pista fu teatro della discesa libera e slalom gigante femminili di sci alpino durante i VII Giochi olimpici invernali, disputati a Cortina d'Ampezzo nel 1956; realizzata sulle Tofane, all'arrivo della pista furono installate tribune provvisorie per l'evento, per una capienza di 6 760 spettatori.

## Albo d'oro
Di seguito sono riportati i podi relativi alle massime competizioni internazionali disputate sulla Pista Canalone.

### Donne

#### Discesa libera
| Data             | Competizione                  | Primo             | Secondo       | Terzo          |
| ---------------- | ----------------------------- | ----------------- | ------------- | -------------- |
| 1º febbraio 1956 | VII Giochi olimpici invernali | Madeleine Berthod | Frieda Dänzer | Lucile Wheeler |

| Data            | Competizione                  | Primo         | Secondo      | Terzo            |
| --------------- | ----------------------------- | ------------- | ------------ | ---------------- |
| 27 gennaio 1956 | VII Giochi olimpici invernali | Ossi Reichert | Putzi Frandl | Thea Hochleitner |